# Японский телефонный алфавит
Японский телефонный алфавит (яп. 和文通話表 Вабун цу:вахё:, «Таблица для японского текста при телефонных переговорах») — фонетический алфавит для японского языка, сходный с русским или английским, но сконструированный для передачи и приёма знаков каны, а не кириллических или латинских букв. Алфавит был разработан японским министерством почт (с 2001 года расформировано). Используется вооружёнными силами.

## Буквы
К каждому слогу каны приписывается слово, которое начинается с этого слога, например, «Сакура но СА» — «СА как в „Сакура“». Звонкие слоги, которые на письме обозначаются дакутэном, не имеют собственных слов и передаются как глухие с последующим словом «дакутэн»: так, слог «дза» произносится как «Сакура но СА дакутэн». Слоги ряда «па», обозначающиеся хандакутэном, передаются как слоги ряда «ха» с последующим словом «хандакутэн»: например, «пэ» произносится как «Хэйва но ХЭ хандакутэн».
| Кана  | Чтение                    | Кана  | Чтение                   | Кана  | Чтение                      | Кана  | Чтение                      | Кана  | Чтение                     |
| ----- | ------------------------- | ----- | ------------------------ | ----- | --------------------------- | ----- | --------------------------- | ----- | -------------------------- |
| あ/ア | 朝日のア Асахи но А       | い/イ | いろはのイ Ироха но И    | う/ウ | 上野のウ Уэно но У          | え/エ | 英語のエ Эйго но Э          | お/オ | 大阪のオ О:сака но О       |
| か/カ | 為替のカ Кавасэ но КА     | き/キ | 切手のキ Киттэ но КИ     | く/ク | クラブのク Курабу но КУ     | け/ケ | 景色のケ Кэсики но КЭ       | こ/コ | 子供のコ Кодомо но КО      |
| さ/サ | 桜のサ Сакура но СА       | し/シ | 新聞のシ Симбун но СИ    | す/ス | すずめのス Судзумэ но СУ    | せ/セ | 世界のセ Сэкай но СЭ        | そ/ソ | そろばんのソ Соробан но СО |
| た/タ | 煙草のタ Табако но ТА     | チ    | ちどりのチ Тидори но ТИ  | つ/ツ | つるかめのツ Цурукамэ но ЦУ | て/テ | 手紙のテ Тэгами но ТЭ       | と/ト | 東京のト То:кё: но ТО      |
| な/ナ | 名古屋のナ Нагоя но НА    | に/ニ | 日本のニ Ниппон но НИ    | ぬ/ヌ | 沼津のヌ Нумадзу но НУ      | ね/ネ | ねずみのネ Нэдзуми но НЭ    | の/ノ | 野原のノ Нохара но НО      |
| は/ハ | はがきのハ Хагаки но ХА   | ひ/ヒ | 飛行機のヒ Хико:ки но ХИ | ふ/フ | 富士山のフ Фудзисан но ФУ   | へ/ヘ | 平和のヘ Хэйва но ХЭ        | ほ/ホ | 保険のホ Хокэн но ХО       |
| ま/マ | マッチのマ Матти но МА    | み/ミ | 三笠のミ Микаса но МИ    | む/ム | 無線のム Мусэн но МУ        | め/メ | 明治のメ Мэйдзи но МЭ       | も/モ | もみじのモ Момидзи но МО   |
| や/ヤ | 大和のヤ Ямато но Я       |       |                          | ゆ/ユ | 弓矢のユ Юмия но Ю          |       |                             | よ/ヨ | 吉野のヨ Ёсино но Ё        |
| ら/ラ | ラジオのラ Радзио но РА   | り/リ | りんごのリ Ринго но РИ   | る/ル | るすいのル Русуи но РУ      | れ/レ | れんげのレ Рэнгэ но РЭ      | ろ/ロ | ローマのロ Ро:ма но РО     |
| わ/ワ | わらびのワ Вараби но ВА   | ゐ/ヰ | ゐどのヰ Видо но ВИ      |       |                             | ゑ/ヱ | かぎのあるヱ Каги но ару ВЭ | を/ヲ | 尾張のヲ (В)Овари но (В)О  |
| ん/ン | おしまいのン О-симаи но Н | ゛    | Дакутэн(濁音)            | ゜    | Хандакутэн(半濁音)          |       |                             |       |                            |

## Цифры
Для передачи цифр в японском телефонном алфавите используются предваряющие слова «су:дзи но…» («цифра…»). Поскольку в японском для каждого из количественных числительных существует два названия (китайского происхождения и японского) и некоторые из них созвучны, для цифр выбираются максимально непохожие произношения, чтобы избежать ошибки при приёме на слух. Например, созвучны названия «ити» (один) и «сити» (семь), поэтому в фонетическом алфавите они называются соответственно «су:дзи но хито» и «су:дзи но нана».
| Цифра | Чтение         | Цифра | Чтение         | Цифра | Чтение         | Цифра | Чтение        | Цифра | Чтение         |
| ----- | -------------- | ----- | -------------- | ----- | -------------- | ----- | ------------- | ----- | -------------- |
| 一    | Су:дзи но хито | 二    | Су:дзи но ни   | 三    | Су:дзи но сан  | 四    | Су:дзи но ён  | 五    | Су:дзи но го   |
| 六    | Су:дзи но року | 七    | Су:дзи но нана | 八    | Су:дзи но хати | 九    | Су:дзи но кю: | 〇    | Су:дзи но мару |

## Другие знаки
| Знак | Чтение | Знак | Чтение     | Знак | Чтение  | Знак | Чтение         | Знак | Чтение        |
| ---- | ------ | ---- | ---------- | ---- | ------- | ---- | -------------- | ---- | ------------- |
| ー   | Тё:он  | 、   | Кугири тэн | ∟    | Данраку | （   | Ситамуки какко | ）   | Увамуки какко |